# Остаев, Алан Леонидович
Алан Леонидович Остаев (род. 7 августа 1994 года, Северная Осетия) — российский борец классического стиля осетинского происхождения. Чемпион России 2025 года. Мастер спорта международного класса.

## Биография
Алан родился в селе Чикола Ирафского района Республики Северная Осетия — Алания, Россия. Начал заниматься вольной борьбой в первом классе начальной школы под руководством Мирона Дзадзаева, в 2010 году перешёл в греко-римской борьбу, где его первыми тренерами были Владимир Уруймагов и Нарт Цамакаев.

## Спортивная карьера
Первые международные победы пришли для Остаева в 2011 году, когда он стал победителем первенство Европы по греко-римской борьбе среди кадетов в Варшаве (Польша). В 2017 году стал бронзовым медалистом взрослого чемпионата России в весе до 85 кг. В начале 2018 года стал финалистом гран-при "Иван Поддубный" в весе до 87 кг. В июле 2018 года Остаев занял второе место на международном турнире памяти Вахтанга Балавадзе в Тбилиси (Грузия). В ноябре 2018 года Остаев стал третьим на кубке Турлыханова в Алмате (Казахстан). В конце 2018 года стал победителем кубка европейских наций (кубок Ал-Роса) в командном зачёте. В январе 2019 года Остаев снова выиграл бронзовую медаль на чемпионате России в весовой категории до 87 кг. В феврале 2019 году он финишировал первым на гран-при Анри Деглан в Ницце (Франция). В июне 2021 года добыл бронзовую медаль на мемориале Барбашова в Новосибирске. В сентябре 2021 года так же выиграл бронзовую медаль на мемориале Нестеренко в том же Новосибирске. В августе 2022 Алан выиграл Спартакиаду сильнейших в Казани, обойдя таких титулованных борцов как Милад Алирзаев (Дагестан) и Александр Комаров (Санкт-Петербург). В октябре 2022 года Остаев пришел первым на Кубке России в Уфе, одолев в финале Ваага Маргаряна. В ноябре 2022 года на мемориале Караваева стал первым, победив в финальном поединке призёра чемпионата Европы Александра Комарова. В мае 2023 года Алан стал вторым на мемориале Кутузова в Суздале, уступив лишь Миладу Алирзаеву из Дагестана.  В июне 2025 года впервые стал чемпионом России весе до 82 кг.

## Спортивные достижения
- 2011 Первенство Европы среди кадетов — ;
- 2018 Кубок европейских наций — ;
- 2018 Кубок Турлыханов — ;
- 2018 Турнир памяти Вахтанга Балавадзе — ;
- 2018 Гран-при Иван Поддубный — ;
- 2019 Гран-при Анри Деглан — ;
- 2021 Мемориал Барбашова — ;
- 2021 Мемориал Нестеренко — ;
- 2022 Всероссийская спартакиада — ;
- 2022 Кубок России — ;
- 2022 Мемориал Караваева — ;
- 2023 Мемориал Кутузова — ;
- 2017, 2019 Чемпионат России — ;
- 2025 Чемпионат России — ;

## Личная информация
Алан тренируется и проживает в Краснодаре.